# Nuñomoral
Nuñomoral (extremadurai nyelven Nuñu-Moral) település Spanyolországban, Cáceres tartományban. Nuñomoral Casares de las Hurdes, Ladrillar, Caminomorisco, Pinofranqueado és Agallas községekkel határos. Lakosainak száma 1202 fő (2024).

## Népesség
A település népessége az elmúlt években az alábbi módon változott:
| Lakosok száma | 1726 | 1581 | 1523 | 1435 | 1420 | 1393 | 1362 | 1272 | 1224 | 1202 |
|               | 2001 | 2004 | 2006 | 2009 | 2011 | 2014 | 2016 | 2019 | 2021 | 2024 |